# Limnophis branchi
Limnophis branchi — вид змій родини полозових (Colubridae)). Описаний у 2020 році.

## Назва
Вид названо на честь Вільяма Роя Бренча (1947—2018), почесного куратора відділу герпетології в музеї міста Порт-Елізабет, в знак визнання його внеску в африканську герпетологію.

## Поширення
Вид поширений на північному сході Анголи.